# 韓国大学総学生会連合
韓国大学総学生会連合（かんこくだいがくそうがくせいかいれんごう、韓総連）は、1980年代の学生運動を主導していた全国大学生代表者協議会（全大協）を継承して、1993年に結成された大韓民国の左派大学生団体である。大法院により、「利敵団体」との判断が確定している（後述）。2018年3月に他の左派団体と合併し、以降は韓国大学生進歩連合（大進連）と名乗っている。

## 組織構成
代表者である議長と、最高議決機関である代議員大会、常任議決機関である中央委員会、常設議決機関である中央常任委員会を置いている。また、執行機関としては中央執行委員会と、その傘下に中央執行局、中央政策委員会、中央組織委員会、連帯事業委員会、事務所などで構成される。そうして、特別機関としては、学園自主化推進委員会と、組織統一委員会を設置していたが、実質は北朝鮮主導の朝鮮統一問題を最も主要な目的として捉えていた主体思想派が主導権を握る組織であった。
地域別には、ソウル（ソウル連）、江道（江道連）、京畿仁川（京仁総連）、忠清（忠清総連）、光州全南（南総連）、全北（全北総連）、大邱慶北（大慶総連）、釜山慶南（釜慶総連）として、地域別総学生会連合があり、各地域の総連別に、地区を置く。済州（済総連）地区は地域的特殊性から地域総連と同格の特別地区とした。

## 概要
1993年、既存の全国大学生代表者会議を継承しようという趣旨で、全北大学校で創立代議員大会を開催し、高麗大学校で8万余名を動員し出帆した。しかし、1980年代から90年代にかけて韓国の学生運動を掌握した主思派の内部行事は、「偉首金同」（偉大なる首領金日成同志の意）万歳三唱と金日成賛歌をしていた。否定していたはずの権力世襲、偶像化、人権弾圧をする北朝鮮には「敵の敵は同志」「韓国の軍事独裁よりはまし」として、北朝鮮の野蛮には沈黙した。韓総連は1996年夏、延世大学校での8・15統一大祝典および汎民族大会で大規模な暴力デモを行い、1997年には韓総連の発足式が開かれる予定だった大学で、23歳の旋盤工が警察関係者と誤認され、虐殺された。韓総連の学生らは寝袋に彼の体を詰め、水をかけながら9時間も殴り蹴り続けた。意識を失うと度に鼻に催涙粉末を入れた。学生らは病院の救急室へ遺体を放り出すようにして逃げた。解剖医は死因は過度の皮下出血で「全身の筋肉と脂肪がつぶれていた」と驚いた。暴行を制止する一部の学生に、韓総連幹部らは「今は戦争状態だ。人倫を考える暇はない」 と主張して暴力路線を維持し  、政府による大々的な制裁を受けただけでなく、暴力デモに対する一般学生の批判的なまなざしをも招いた。そして、大法院によって「4期韓総連は利敵団体である」と規定され、親北朝鮮イデオロギーよりも就職活動に関心を示す一般学生が増大している中で、韓総連の活動力はだんだん萎縮していった。4期以後の5期、6期韓総連も大法院によって利敵団体と規定され、10期韓総連（2002年、ソウル産業大学校で出帆式を開催）も、利敵団体と規定された。利敵団体という反国家団体や、その構成員、あるいはその指示を受けた者の活動を称揚・宣伝したり、国家変乱を宣伝・煽動した団体とされている。
2008年3月、韓総連は新任議長選挙で、候補者を擁立できないまま出帆し、16年ぶりに議長選出に失敗した。そして28日、漢陽大学校キャンパスで、韓総連所属の全国の40あまりの大学の総学生会会長と、各単科大学学生会会長など、代議員60名で、150名あまりの学生を結集し、緊急代議員大会を開催して、キムヒョンウン全南大学校総学生会会長を「16期韓総連闘争本部長」に「推戴」した。

## 活動
学生大衆団体が細分化し、意見が多様化した現在でも、韓総連は韓国社会で大きな存在感を残している。駐韓米軍撤収、国家保安法撤廃、米朝平和協定締結、6・15南北共同宣言履行などを、主要活動目標にしている。一般的に韓国では、韓総連には極左傾向があると見做されている。韓総連の活動は親北民族主義運動である。また、民主労働党、全国民主労働組合総連盟、全国農民会総連盟と連帯している。あるいは、祖国統一汎民族青年学生連合（汎青学連）、祖国統一汎民族連合加盟団体である。以前には、汎青学連南側本部議長を、韓総連議長が兼任したものだが、現在はそうではない。後述の宅配テロの捏造事件を起こした韓国大学生進歩連合ソウル運営委員長は韓国大学総学生会連合（韓総連）の最後の議長であり、利敵表現物を配布した容疑など（国家保安法違反）で最低でも2度起訴・それぞれ有罪判決を受けた人物である。
2019年7月29日には「右派団体の白色テロ」を捏造して韓国右派への批判世論を扇動するために、左派政党「正義党」の国会議員である尹昭夏院内代表に鳥の死骸と凶器が入った箱と共に「あなたは文在寅左派独裁の特等紅衛兵」だという手紙を送った韓国大学生進歩連合ソウル運営委員長の35歳男性が防犯カメラの映像から逮捕された。「白色テロ」を起こしたのが親北団体幹部と判明するまで正義党の丁皓真スポークスマンは「明白な白色テロ」、文喜相国会議長は「韓国社会と議会主義に対する重大な脅し」、尹昭夏院内代表は「この事件を個人の逸脱とは見なせない。非正常な政治勢力の暴言パレード、そして朴槿恵赦免論まで展開する過去回帰策動の過程で起こっている低劣な政治の動きのせい」「同じ国会にいながら、ひどく恥ずかしく思うことは一度二度ではない。彼ら（韓国右派）の言行に自壊が感じられることは多い」と狙い通りに韓国右派への批判言動をした。朝鮮日報によると韓国大学生進歩連合は自ら反日運動に特に積極的であると宣言してアピールしている。7月25日には、ソウル市麻浦区上岩洞のMBC放送社屋内にあるフジテレビ韓国支社のオフィスを奇襲して、オフィスに侵入して違法デモを行った。幹部がこの事件で逮捕された日の午後に、大進連などはソウル市鍾路区の旧日本大使館前で、自由韓国党議員・旭日旗・安倍首相が描かれた横断幕を燃やすパフォーマンスを行った。韓国検察は帽子、マスク、サングラスなどで顔を隠し、タクシーやバスなどを異常に乗り換えてソウル市江北区の自宅から冠岳区のコンビニまでの移動隠蔽に力を入れいた計画性、さらに近距離も回り道した事実などから推測し、逃走や証拠隠滅の危険性から拘留の処置をしている。逮捕直後、左派弁護士会の民主社会のための弁護士会（民弁）所属の弁護士と面会した。

## 団体の利敵性
2000年、大法院によって、6期韓総連は赤化統一路線に沿った暴力革命路線を採択したとしてその活動を称賛・鼓舞・宣伝・同調する行為を目的とした団体を、国家保安法第7条が定める利敵団体に規定した。その後、2004年に、大法院は、10期韓総連が綱領および規約を開催したにもかかわらず、その思想と闘争性において、その前身である全大協と根本的な変化があったとは見ることはできず、その指向する路線が反国家団体である北朝鮮と軌を一にしており、北朝鮮の活動を称賛・鼓舞・宣伝したり、少なくともこれに同調する行為を目的にする利敵団体だと判断するしかないとの判決を下した。前述の捏造テロをおこした男性は吸収消滅した韓国大学生総学生連合（韓総連）の最後の議長であり、2007年に韓総連議長就任直前に「北朝鮮の核はわが民族にとって戦争の抑止力になり、この戦争抑止力で韓半島の平和が続き、われわれは心配なく生活できる」「（北朝鮮の人権問題は）北朝鮮に住む人たちが感じてこそ（問題に）なるもので、外から言うべきことではない」と主張して北朝鮮の核と世界最悪の人権侵害国家を擁護した。大進連として、2018年11月に金正恩のソウル訪問歓迎行事を主導し、韓国人に受けやすい反日言動をしながら北朝鮮擁護・韓国右派批判世論扇動喚起のための活動を行う親北朝鮮団体だと指摘されている。